# Ruf Automobile
Ruf Automobile GmbH (Eigenschreibweise RUF) ist ein 1939 von Alois Ruf gegründeter deutscher Automobilhersteller aus Pfaffenhausen im Landkreis Unterallgäu. Das Unternehmen hat sich auf die Veredelung von Porsche-Fahrzeugen spezialisiert und baut eigene Fahrzeuge auf Basis von Porsche-Rohkarosserien bzw. Eigenentwicklungen mit Porsche-Erscheinungsbild.

## Geschichte

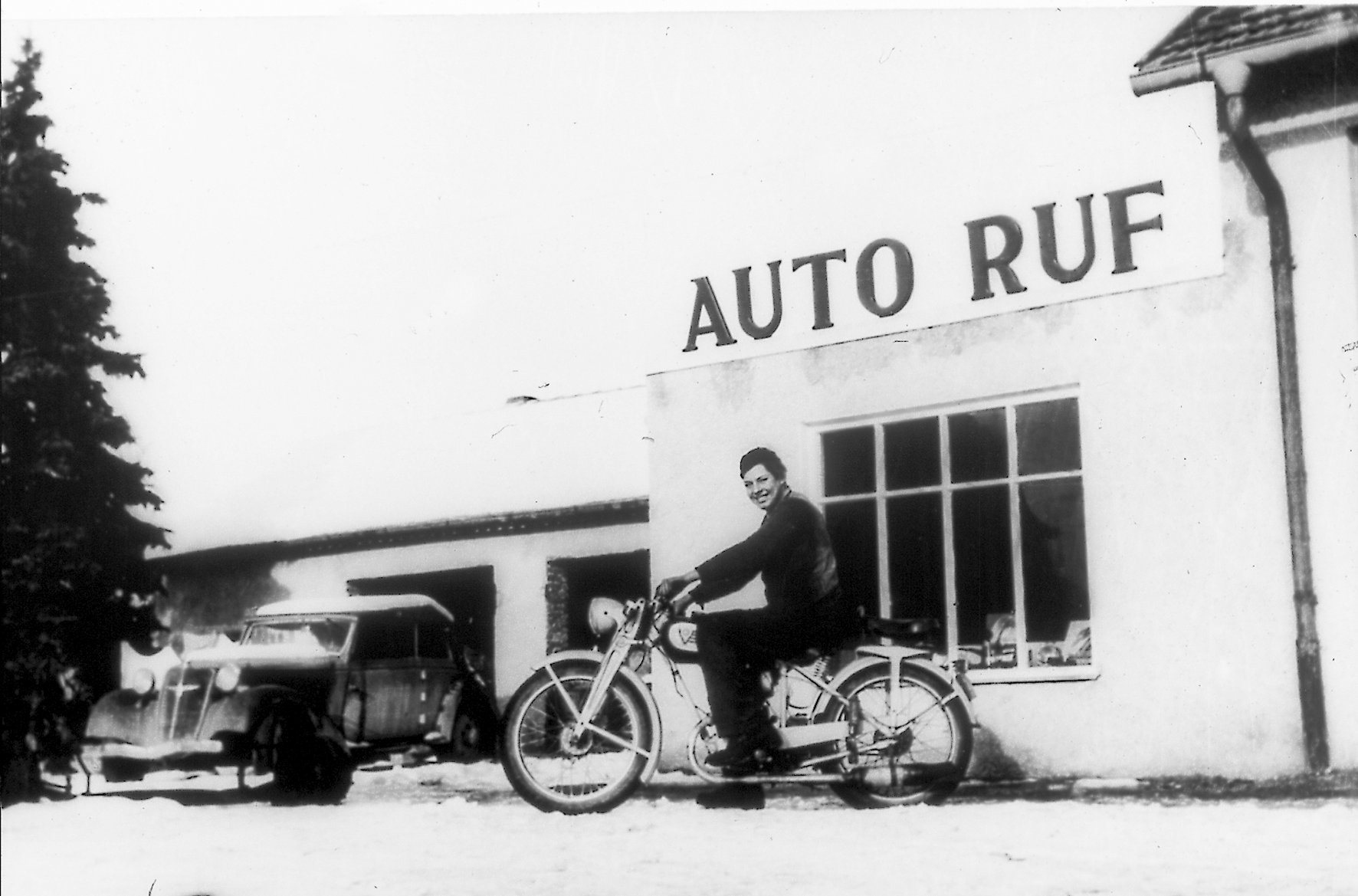
AUTO RUF in den 40er Jahren

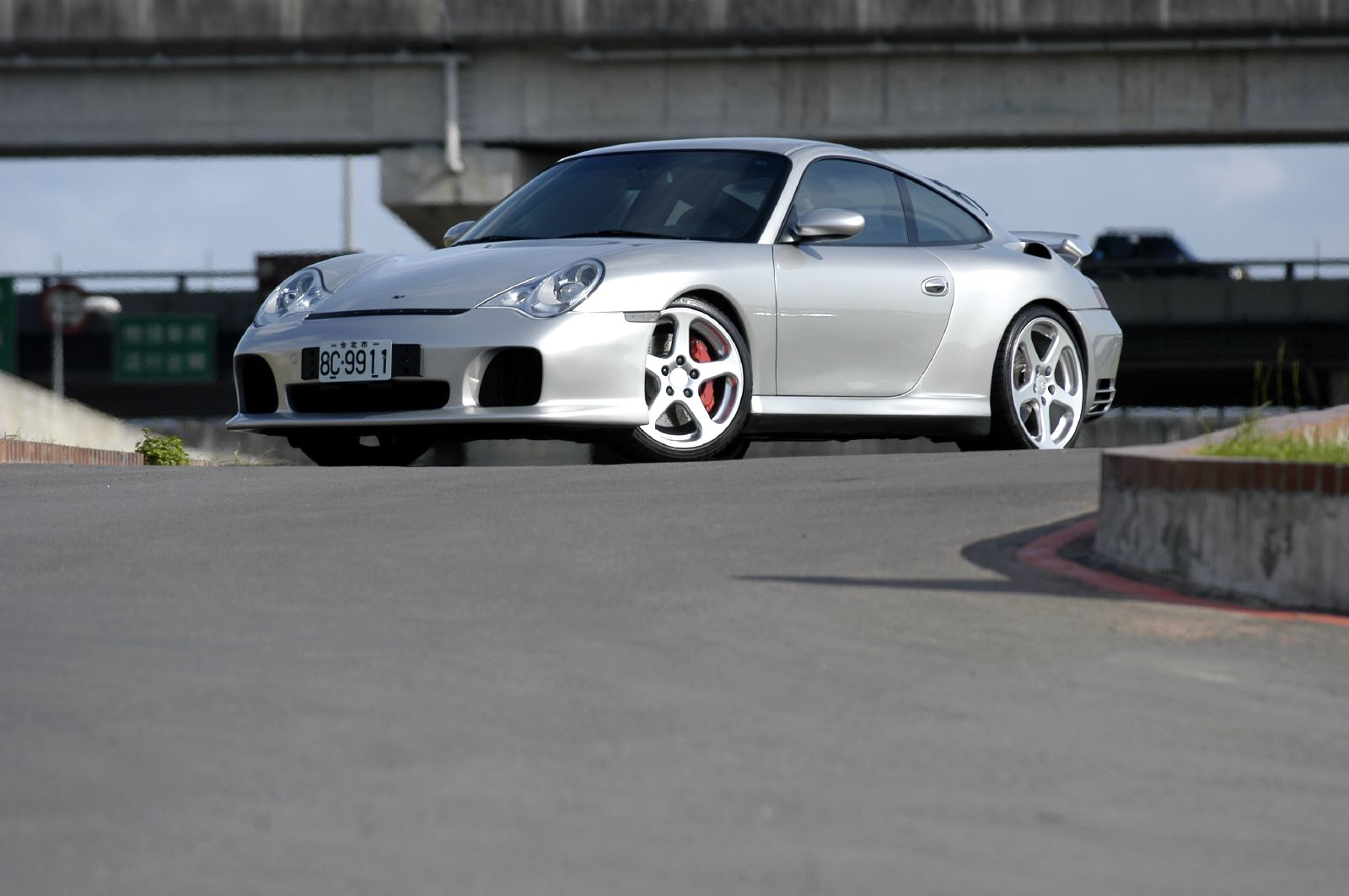
RUF R turbo

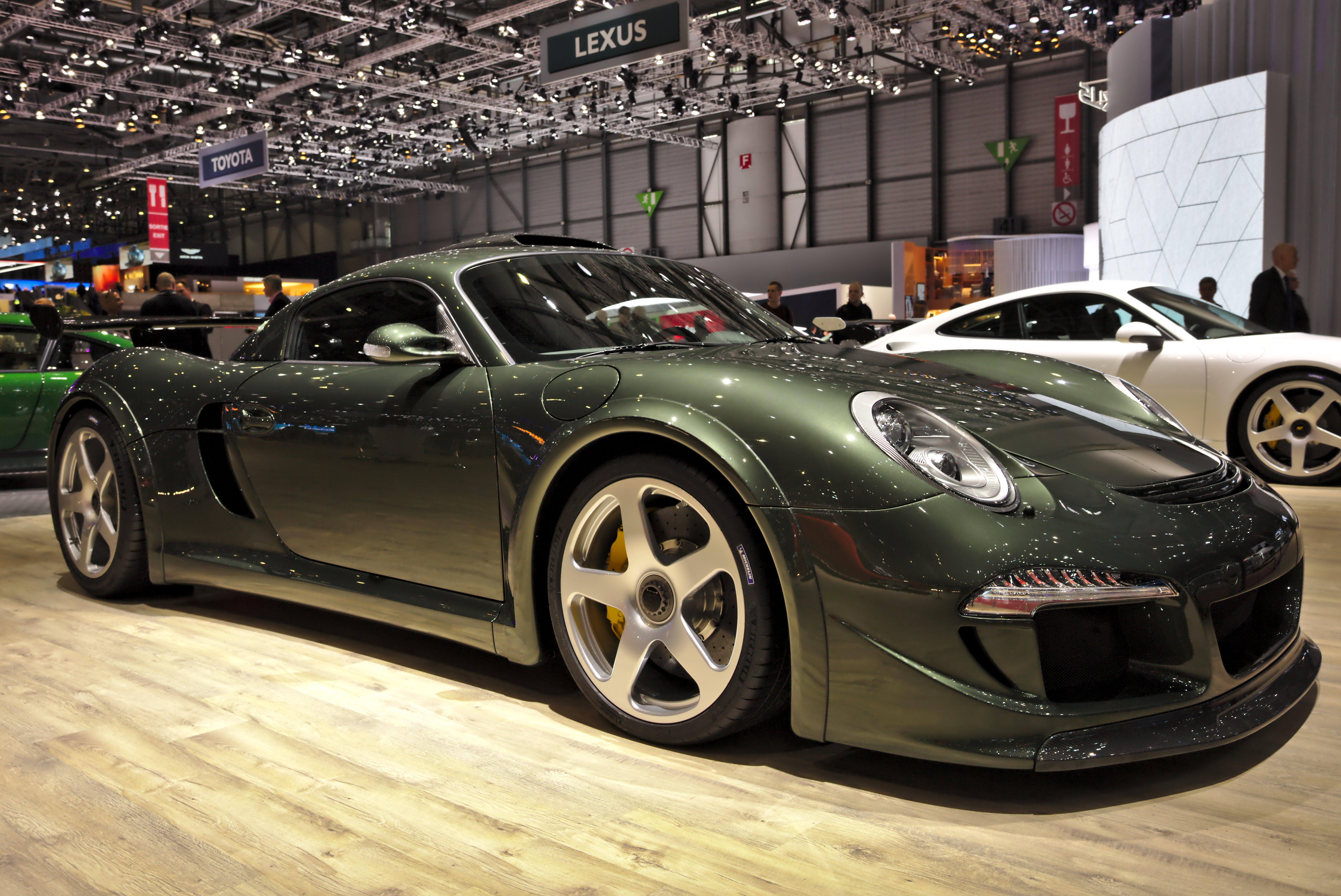
Ruf CTR3

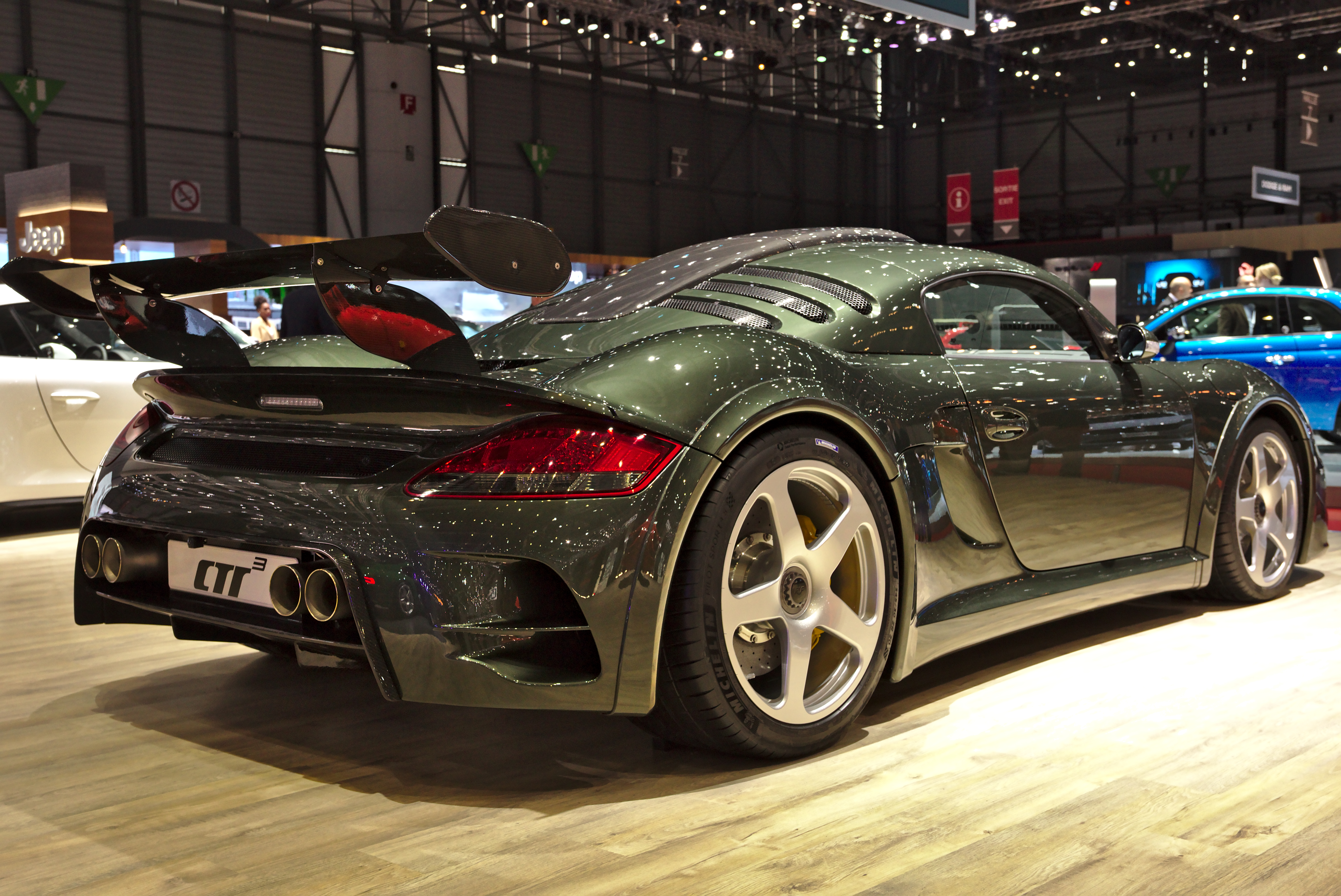
Heckansicht des Ruf CTR3

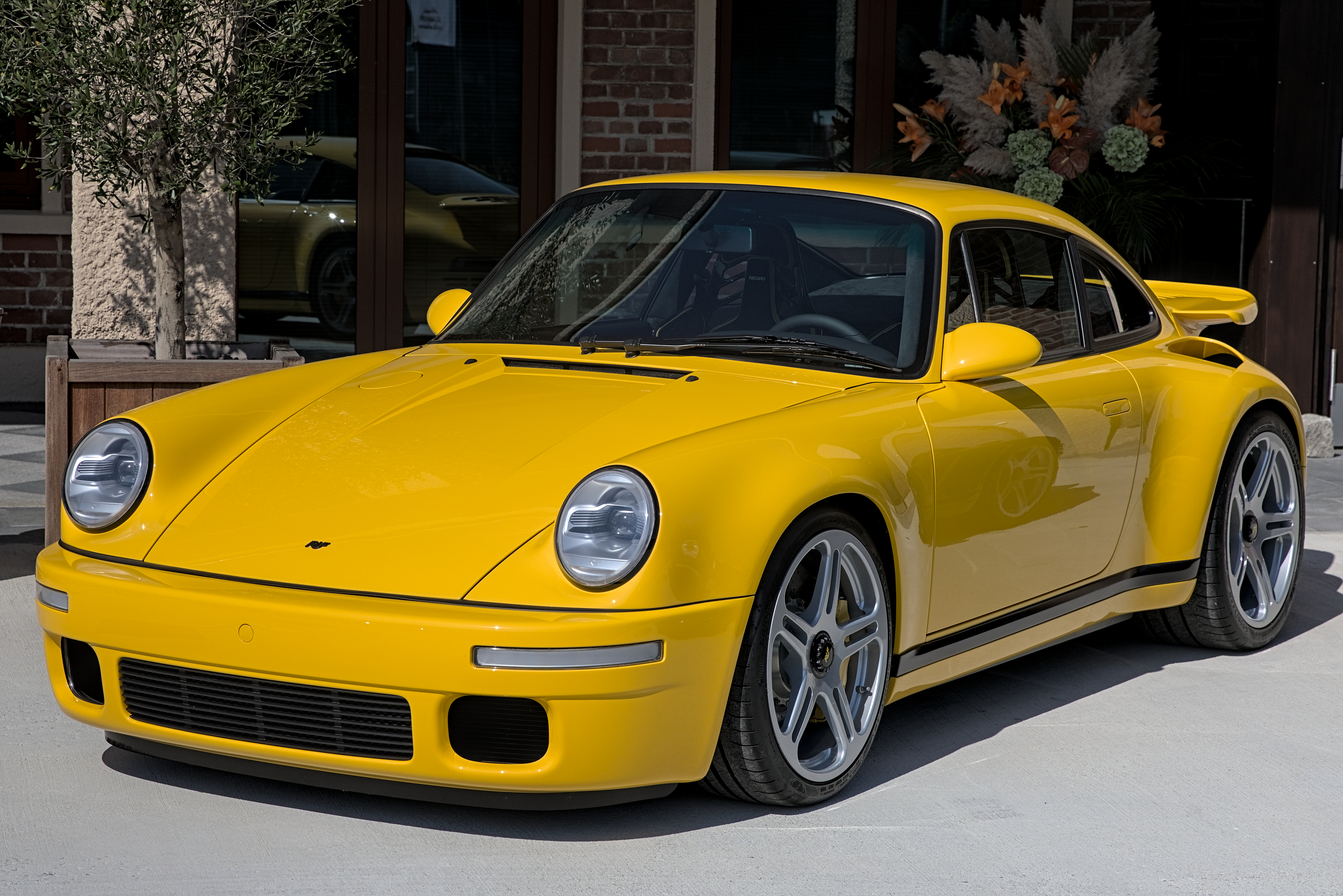
Ruf CTR Anniversary

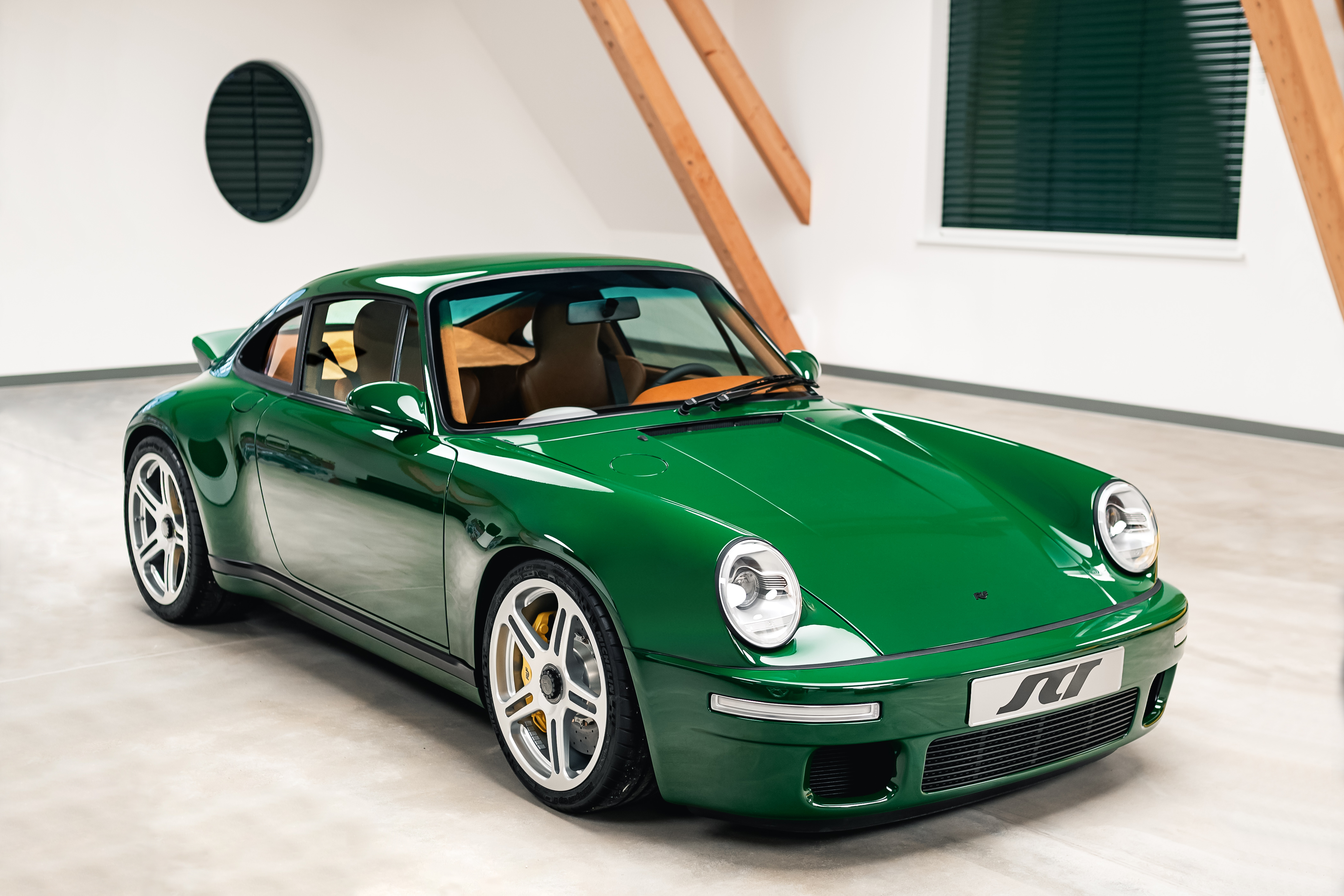
Ruf SCR 2018

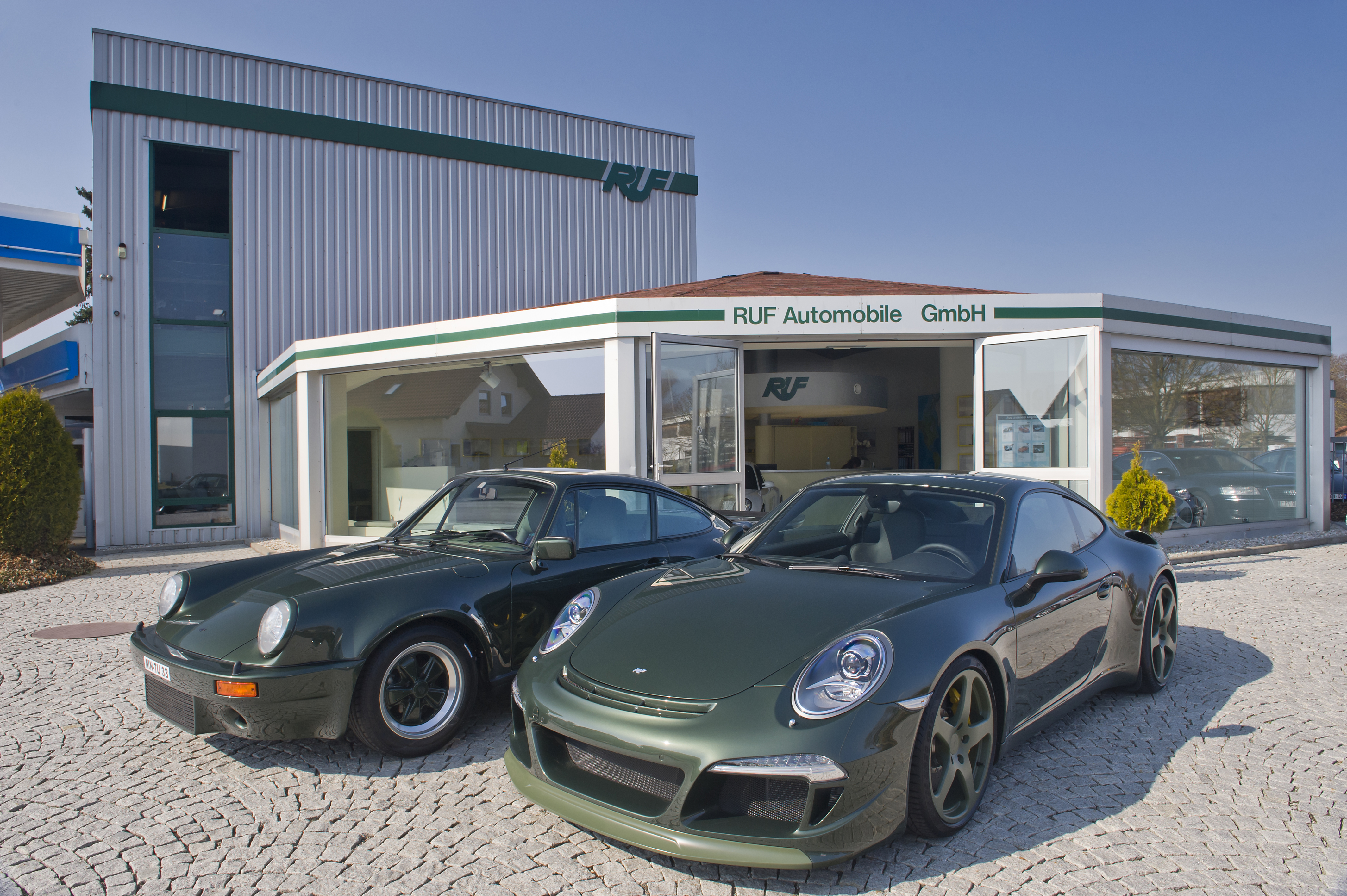
RUF Turbo 3.3 und Rt35

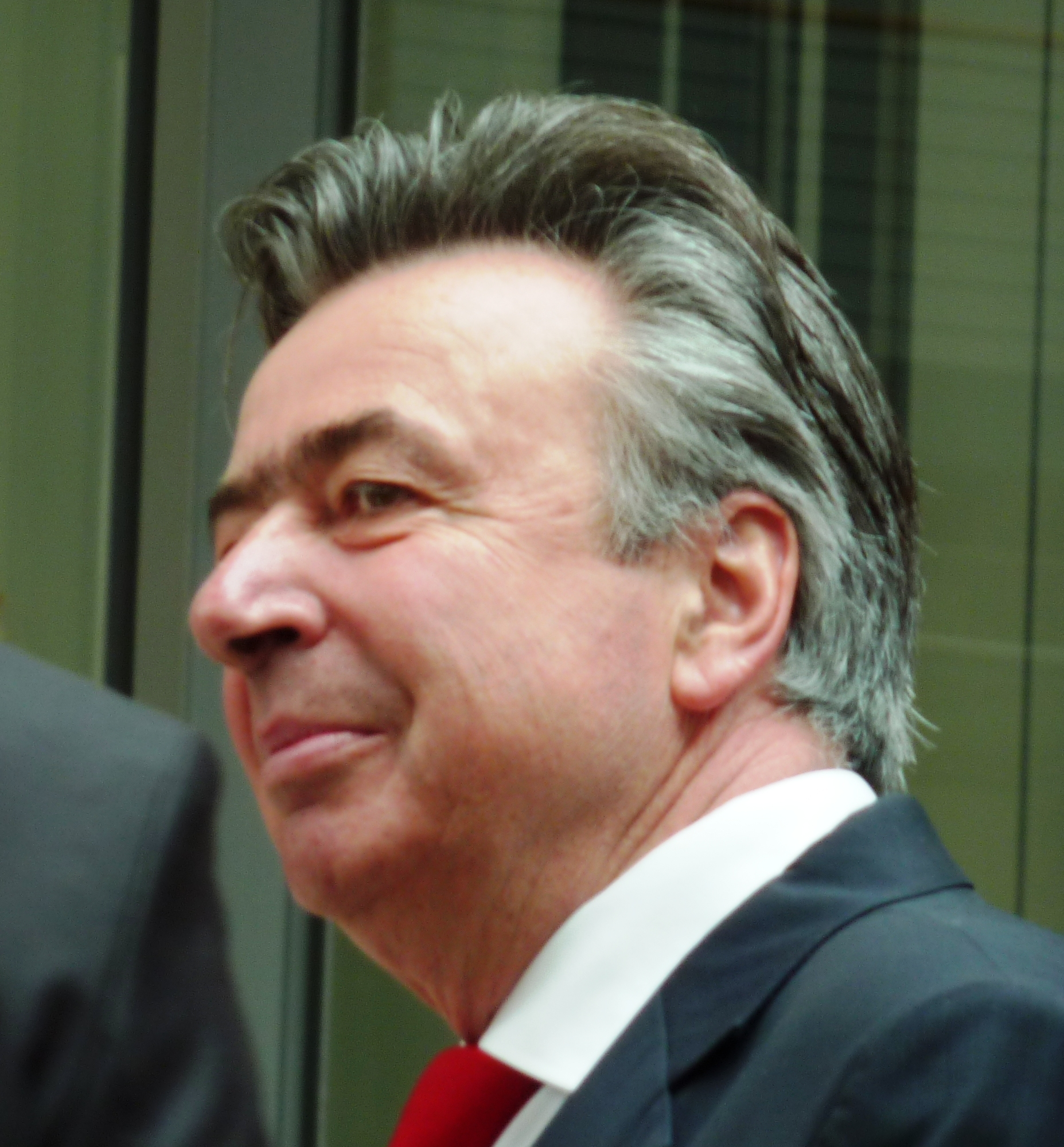
Alois Ruf jun. 2010

Das Unternehmen Ruf wurde 1939 unter dem Namen „AUTO-Ruf“ von Alois Ruf Senior in Pfaffenhausen im Landkreis Unterallgäu als Kfz-Werkstatt gegründet. Nach dem Zweiten Weltkrieg kam ein Tankstellenbetrieb dazu. 1955 folgte ein separat geführtes Busunternehmen. In den 1960er-Jahren sammelte Ruf erste Erfahrungen in der Wartung und Instandsetzung von Porsche-Fahrzeugen. 1975 entstand der Prototyp des ersten Ruf Turbo. So wurde beispielsweise aus einem Porsche 911 Turbo mit 3,0 Liter Hubraum und 260 PS ein Ruf Turbo mit 3,3 Liter Hubraum und 303 PS. Auch für die mit Saugmotor ausgerüsteten Porsche 911 wurde eine auf 217 PS gesteigerte Variante angeboten.
1981 wurde Ruf vom Kraftfahrt-Bundesamt als Automobilhersteller anerkannt. Ab 1983 konnten bei Ruf Porsche 911 zum Ruf-Modell BTR umgerüstet werden. Neben einem 3,4-Liter-Turbo mit 374 PS war dieser Wagen mit einem von Ruf entwickelten Fünfganggetriebe ausgestattet, während Porsche für das hohe Drehmoment des Turbo nur vier Gänge anbot. 1984 durchbrach der Ruf BTR in einem Vergleich straßenzugelassener Fahrzeuge (World's Fastest Cars) des US-amerikanischen Automagazins Road & Track die 300-km/h-Grenze auf dem Testgelände Ehra-Lessien. 1987 folgte der Ruf CTR, auch Yellowbird genannt, mit BiTurbo, 469 PS (345 kW) und einer Höchstgeschwindigkeit von 342 km/h – zu jener Zeit das schnellste straßenzugelassene Fahrzeug.
Der Ruf Carrera Turbo (RCT) wurde im Jahr 1993 vorgestellt. Sein Turbomotor leistet maximal 370 PS (272 kW). Der große Bruder RCT EVO stand ein Jahr später mit 425 PS (313 kW) maximaler Leistung bereit.
1996 entstand das Modell CTR2 mit einer Spitzengeschwindigkeit von 340 km/h. In dessen Heckflügel waren zusätzlich zu seiner aerodynamischen Funktion Einlässe für die Ladeluftkühler und eine sogenannte Airbox in einem kompakten System zusammengefasst. Erstmals kam auch ein integrierter Überrollkäfig (kurz IRC von integrated roll cage, siehe auch Sicherheitszelle) zum Einsatz.
Im Jahr 2001 präsentierte Ruf den Rturbo. Zusammen mit einem auf 520 PS leistungsgesteigerten Motor gab es wahlweise Heck- oder Allradantrieb sowie zwei unterschiedliche Karosserien, und zwar die des Porsche 996 Carrera oder des Porsche Turbo. Mitte 2002 wurde das Modell zusätzlich in den beiden Leistungsstufen mit 550 PS und 590 PS angeboten.
Auf der Essen Motor Show zeigte Ruf 2004 auf der Basis des 997-Chassis den Rt12. Der brachte es mit einem 3,8-Liter-Biturbo-Motor auf eine Leistung von 650 PS (478 kW). Auch er war mit Heck- oder Allradantrieb erhältlich.
2007 stellte Ruf die Eigenentwicklung CTR3 vor. Sie hat einen 700 PS (515 kW) starken Biturbo-Motor und erreicht über 370 km/h. Das Fahrzeug wiegt rund 1400 kg und hat ein sequenziell geschaltetes Getriebe.
Im Oktober 2008 stellte Ruf den ersten elektrisch angetriebenen Sportwagen aus Deutschland vor, den eRuf. Im März 2009 präsentierte Ruf auf dem Genfer Auto-Salon einen weiteren elektrischen Prototyp, entstanden in Zusammenarbeit mit der Siemens AG. Die Leistung liegt bei 270 kW (367 PS) und das maximale Drehmoment bei über 900 Nm.
Auf dem Genfer Auto-Salon 2011 präsentierte Ruf die höchste Ausbaustufe der Rt12 Reihe, den Rt12 R. Der Biturbo-Boxermotor mit 3,8 Liter Hubraum leistet 730 PS (537 kW) und hat ein maximales Drehmoment von 940 Nm. 2012 stellte Ruf die Clubsport Variante des CTR3 auf dem Genfer Auto-Salon vor. Mit 777 PS (571 kW) und einem Aeropaket, das auf mehr Abtrieb abgestimmt ist, ist er die Spitze der Ruf-Modellreihe.
2013 stellte Ruf das Modell 3800s vor. Die Basis für diesen Typ bildet die Rohkarosse der Porsche-Modellreihe 981, ausgerüstet mit dem 3,8-Liter-Motor aus dem Porsche 991. Sein Motor leistet 309 kW (420 PS) bei 7400/min und hat ein maximales Drehmoment von 450 Nm bei 5600/min.
Das aktuelle Spitzenfahrzeug von Ruf ist der RtR mit einer Leistung von 590 kW (802 PS).
Mit dem RGT 4.2 führt Ruf die RGT-Reihe weiter. Dessen Radhäuser sind mit Verbreiterungen versehen und die Front hat noch größere Öffnungen für eine effektivere Kühlung. Die Karosserie wird durch einen integrierten Überrollkäfig zusätzlich versteift. Angetrieben wird der Wagen von einem Sechszylinder-Saugmotor mit 4,2 Liter Hubraum, Trockensumpfschmierung mit externem Öltank sowie 525 PS (386 kW) Leistung und 500 Nm Drehmoment.
Ruf stellte 2015 auf dem Genfer Auto-Salon den Ruf TurboFlorio vor und kombinierte damit die Leistung eines Ruf Turbo mit 464 kW (630 PS) mit klassischem Design. Zu erkennen ist er an einem Sicherheitsbügel, der das elektrisch versenkbare Dach von der festen Heckscheibe aus Glas trennt. Wie alle Ruf-Turbo-Modelle hat der TurboFlorio über den Hinterrädern Luftöffnungen zur Anströmung der Ladeluftkühler.
Auf dem Genfer Auto-Salon im März 2017 zeigte Ruf mit dem auf 50 Exemplare limitierten Ruf CTR Anniversary einen komplett selbst entwickelten Sportwagen. Optisch ähnelt das Fahrzeug dem Ruf CTR aus den 80er Jahren. Im Jahr darauf folgte der Ruf SCR 2018.
Ruf restauriert auch seine eigenen klassischen Fahrzeuge sowie Porsche-Fahrzeuge und rüstet sie auf.

## Historische Modelle
| Typ                         | Basisfahrzeug           | Motorisierung                      | Von-Bis   |
| --------------------------- | ----------------------- | ---------------------------------- | --------- |
| Turbo 3,3                   | 930 Turbo               | 3,3 Liter Turbo; 303 PS/ 412 Nm    | 1977      |
| SCR                         | 911 SC                  | 3,2 Liter Sauger; 217 PS/ 280 Nm   | 1978–1983 |
| BTR                         | 911 SC/Carrera/Turbo    | 3,4 Liter Turbo; 375 PS/ 304 Nm    | 1983–1989 |
| Ruf Carrera mit Katalysator | 911 Carrera Katalysator | 3,4 Liter Sauger; 217 PS/ 304 Nm   | 1984–1989 |
| CTR                         | 911 Carrera             | 3,4 Liter Bi-Turbo; 469 PS/ 480 Nm | 1987      |
| BTR III                     | 964 Carrera             | 3,4 Liter Turbo; 408 PS/ 480 Nm    | 1988–1989 |
| CR2/CR4                     | 964 Carrera 4           | 3,6 Liter Sauger; 280 PS/ 325 Nm   | 1990–1993 |
| BR4/BR2                     | 964 Turbo               | 3,3 Liter Turbo; 360 PS/ 465 Nm    | 1991–1992 |
| BTR 3.8                     | 911 Carrera             | 3,8 Liter Turbo; 415 PS/ 550 Nm    | 1992–1994 |
| RCT                         | 964 Carrera             | 3,6 Liter Turbo; 370 PS/ 535 Nm    | 1992–1997 |
| RCT EVO                     | 964 Carrera             | 3,6 Liter Turbo; 425 PS/ 570 Nm    | 1992–1997 |
| BTR2                        | 993 Carrera             | 3,6 Liter Turbo; 420 PS/ 580 Nm    | 1994–1997 |
| CTR II                      | 993 Carrera             | 3,6 Liter Bi-Turbo; 520 PS/ 685 Nm | 1996–2000 |
| Turbo R                     | 993 Turbo               | 3,6 Liter Bi-Turbo; 490 PS/ 650 Nm | 1994–1997 |
| RGT                         | 996 Carrera             | 3,6 Liter Sauger; 385 PS/ 375 Nm   | ab 2000   |
| turboR                      | 993 Turbo               | 3,6 Liter Bi-Turbo; 490 PS/ 740 Nm | ab 2001   |
| Rturbo                      | 996 Turbo               | 3,6 Liter Bi-Turbo; 550 PS/ 780 Nm | ab 2002   |
| 3400 S Roadster             | 986 Boxster             | 3,4 Liter Sauger; 310 PS/ 360 Nm   | ab 1997   |
| 3600 S Roadster             | 986 Boxster             | 3,6 Liter Sauger; 345 PS/ 370 Nm   | ab 2002   |

### Messwerte
|                       | Turbo 3.3  | SCR        | BTR          | CTR      | BR2      | BTR 3.8  |
| --------------------- | ---------- | ---------- | ------------ | -------- | -------- | -------- |
| 0–100 km/h            | 5,1 s      | 5,7 s      | 4,6/4,8 s    | 4,1 s    | 4,4 s    | 3,9 s    |
| 0–200 km/h            | 20,8 s     | 23,7 s     | 15,5/16,7 s  | 10,5 s   | 15,5 s   | 12,9 s   |
| 1 km mit steh. Start  | 24,6 s     | 25,4 s     | 23,0/23,3 s  | 20,9 s   | 22,9 s   | ?        |
| Höchstgeschwindigkeit | 262,8 km/h | 255,3 km/h | 288/305 km/h | 342 km/h | 303 km/h | 319 km/h |

## Aktuelle Modelle
| Typ             | Basisfahrzeug    | Motorisierung                                   |
| --------------- | ---------------- | ----------------------------------------------- |
| 3400 K          | 987              | 3,4 Liter Kompressor; 400 PS, 440 Nm            |
| RK Spyder       | 987 Boxster      | 3,8 Liter Kompressor; 440 PS                    |
| RK Coupe        | 987 Cayman       | 3,8 Liter Kompressor; 440 PS                    |
| 3800 S          | 987              | 3,8 Liter Sauger; 400 PS, 450 Nm                |
| R Kompressor    | 997              | 3,6 oder 3,8 Liter Kompressor; 435 PS, 470 Nm   |
| RGT             | 997 GT3          | 3,8 Liter Sauger; 445 PS, 420 Nm                |
| RGT-8           | 997              | 4,5 Liter Sauger; 550 PS, 500 Nm                |
| Rt12            | 997              | 3,8 Liter BiTurbo; 650 PS, 870 Nm               |
| Rt12 S          | 997              | 3,8 Liter BiTurbo; 685 PS, 880 Nm               |
| Rt12 R          | 997              | 3,8 Liter BiTurbo; 730 PS, 940 Nm               |
| CTR3            | Eigenentwicklung | 3,8 Liter BiTurbo; 750 PS, 980 Nm               |
| Dakara          | Cayenne          | 4,8 Liter BiTurbo; 650 PS, 890 Nm               |
| eRUF Roadster   | 997              | Elektromotor; 367 PS, 950 Nm                    |
| RXL             | Panamera         | 4,8 Liter BiTurbo/Sauger; 570 PS/420 PS, 520 Nm |
| CTR3 Clubsport  | Eigenentwicklung | 3,8 Liter BiTurbo; 777 PS, 960 Nm               |
| Rt35            | 991              | 3,8 Liter BiTurbo; 630 PS, 825 Nm               |
| Rt35S           | 991              | 3,8 Liter BiTurbo; 650 PS, 840 Nm               |
| RGT-8           | 991              | 4,8 Liter Sauger; 404 PS, 500 Nm                |
| 3800S           | 981              | 3,8 Liter Sauger; 420 PS, 450 Nm                |
| RtR             | 991              | 3,8 Liter BiTurbo; 802 PS, 990 Nm               |
| RGT 4.2         | 991              | 4,2 Liter Sauger; 525 PS, 500 Nm                |
| TurboFlorio     | 991 Targa        | 3,8 Liter BiTurbo; 635 PS, 835 Nm               |
| CTR Anniversary | Eigenentwicklung | 3,6 Liter BiTurbo; 710 PS, 880 Nm               |
| SCR 2018        | Eigenentwicklung | 4,0 Liter Sauger; 410 PS, 470 Nm                |

## Produkte und Service
- Neufahrzeuge
  - Fahrzeugbau
  - Hochleistungsfahrzeuge
- Fahrzeugveredelung
  - Umbau aktueller Porsche-Wagen
  - Umbau nicht mehr gebauter und historischer Porsche-Wagen
- Gebrauchtwagen
  - Verkauf gebrauchter Porsche- und Ruf-Fahrzeuge
- Wartung und Reparatur
  - Service
  - Unfallreparatur Porsche- und Ruf-Fahrzeuge